# Замки Закарпаття

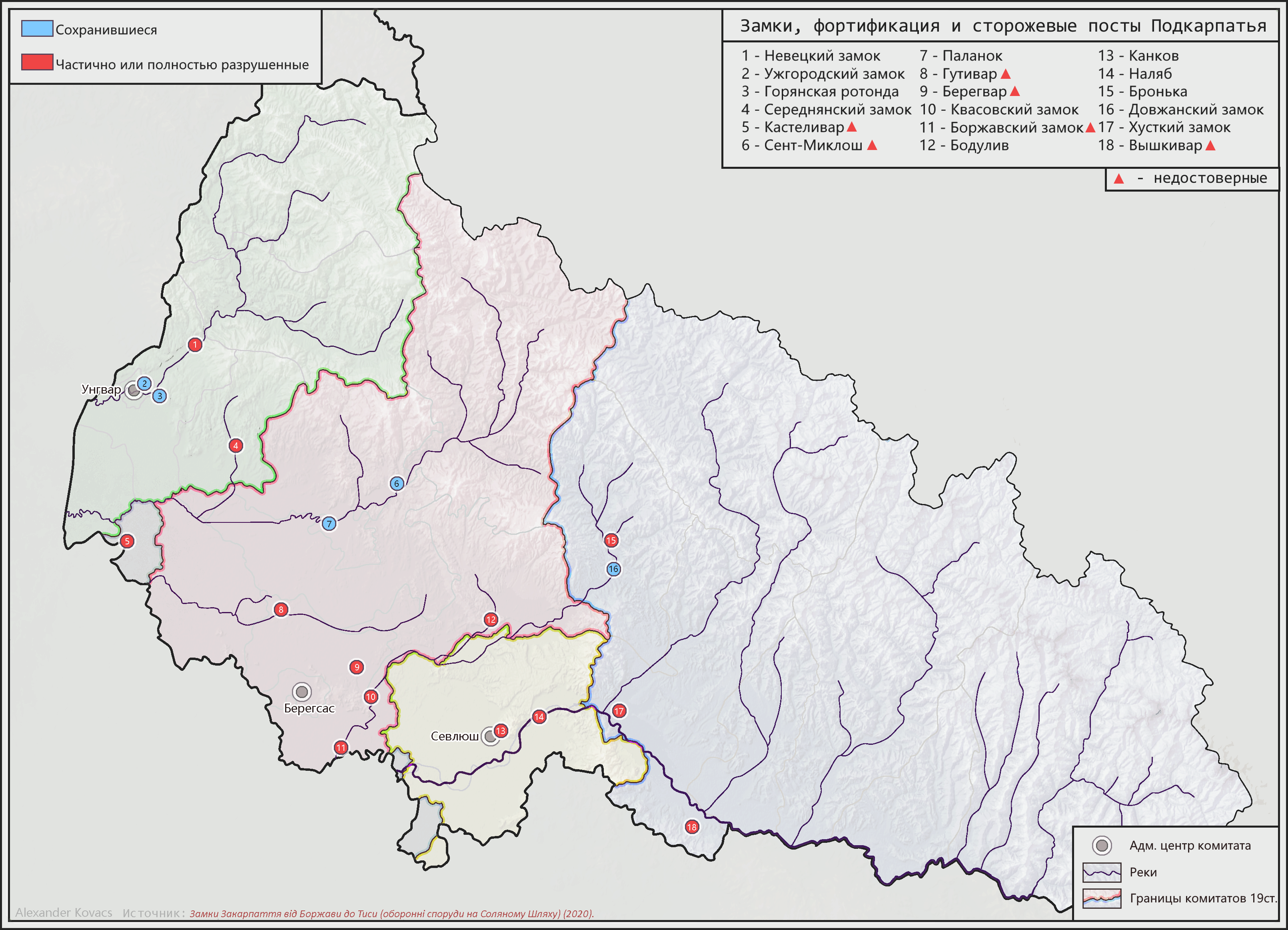
Карта замків Підкарпаття

Закарпатські замки збудовані у різні епохи різними правителями, різними народами. Розкинуті у часі, але об’єднані спільною географією й призначенням — бути твердинями, здатними стояти на захисті життя, майна та інтересів свого володаря і його підданих, охороняти гористі володіння від вторгнення ворогів із заходу чи сходу, розділених Карпатським гірським хребтом.
Одним з призначенням багатьох замків була охорона знаменитого Соляного шляху, а також королівські (Ужгородський та Замок Паланок), лицарські замки (Квасівський та Бронецький замки).
На території Закарпаття знаходяться будівлі і руїни дванадцятьох середньовічних замків:
1. Ужгородський (м.Ужгород) – XI ст., нині музей.
2. Мукачівський (м.Мукачево) - XI ст., нині музей.
3. Невицький (с.Невицьке Ужгородського району) – руїни, XIII-XVII ст.
4. Середнянський (смт.Середнє Ужгородського району) – руїни, XII-XVIII ст.
5. Чинадієвський (смт.Чинадієво Мукачівського району) – паркова споруда, XV ст.
6. Бронецький (с.Бронька Іршавського району) – залишки, XIII-XIV ст.
7. Квасівський (с.Квасово Берегівського району) – руїни, XII-XVI ст.
8. Боржавський (с.Вари Берегівського району) – залишки, XI XVII ст.
9. Королевський (смт.Королево Виноградівського району) – руїни, XII-XVII ст.
10. Виноградівський (м.Виноградів) – руїни, XI-XVI ст.
11. Хустський (м.Хуст) – руїни, XI-XVIII ст.
12. Вишківський (смт.Вишково Хустського району) – залишки, XIII-XIV ст.

Всі замки втратили своє первинне функціональне призначення, а від більшості з них залишилися руїни.

## Боржавський замок
Перша достовірна письмова згадка про замок датується 1320 роком. Після руйнування замку його руїни використовувалися місцевим населенням як будівельний матеріал. З усіх будівель замку у відносно непоганому стані деякий час перебувала одна з башт укріплень, яка продовжувала використовуватися місцевим населенням як каплиця. У 1657 році під час війни Трансільванії з Річчю Посполитою польські війська напали на село Вари і частково його знищили. Каплиця в башті замку теж була зруйнована. 

## Бронецький замок
руїни замку в селі Бронька Іршавського району Закарпатської області. Також відомий як угор. Szuhabaranka, угор. Baranka. Це одна з найбільш ранніх середньовічних камяних фортифікацій краю. 23 травня 1273 року Бронецький замок згадується в грамоті угорського короля Ласло IV Куна, де сказано, що він прийняв до двору магістра Петра з року Чак за участь у відвоюванні Бронецького замку. Замок був взятий у ворогів його батька, короля Іштвана V. 

## Замок Канків (Виноградівський замок)

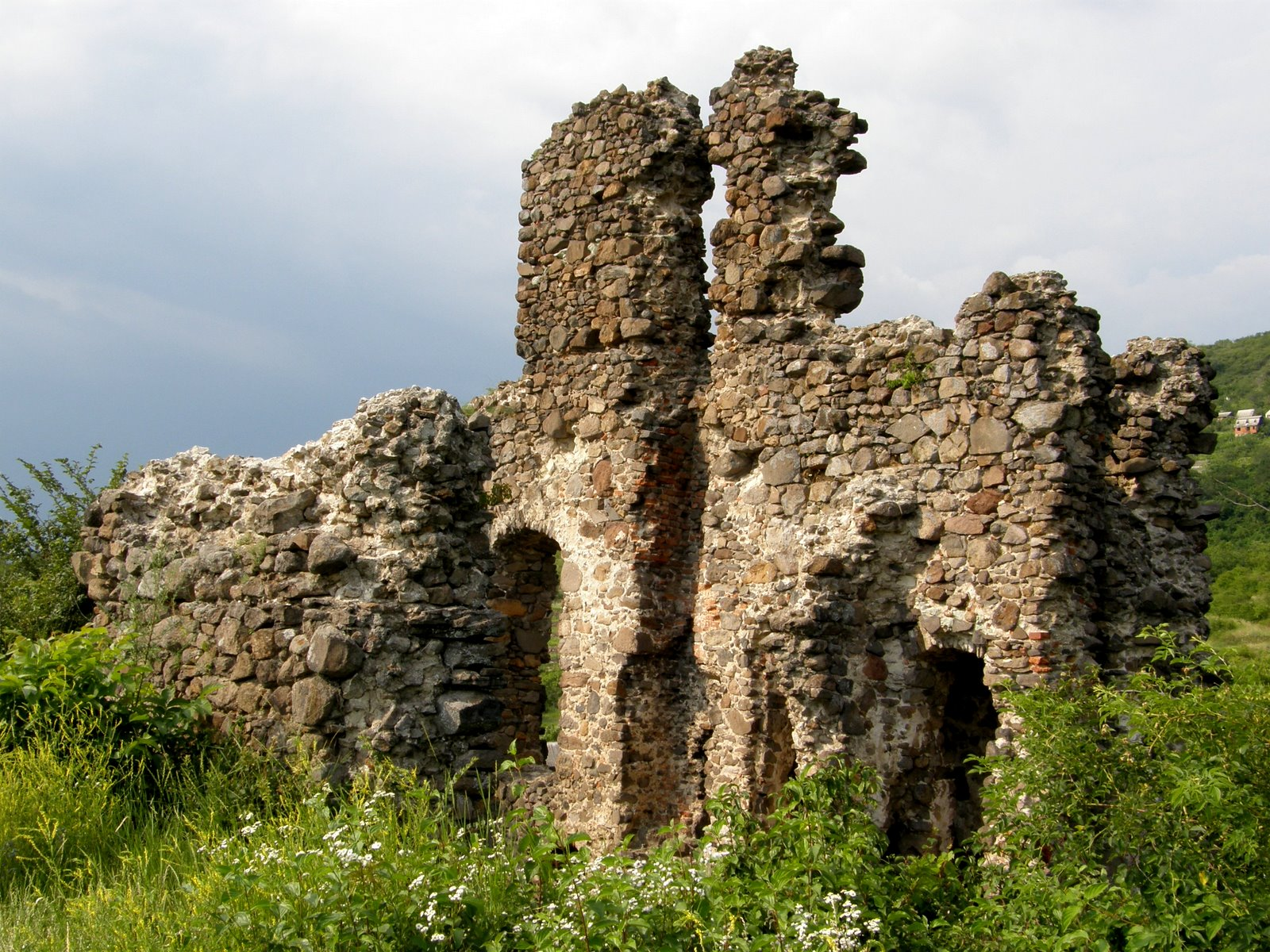

В ХІ ст. тут стояло укріплення. У 1399 р. Жигмунд І дарує фортецю барону П. Перені. На місці дерев'яного укріплення зводять кам'яну фортецю. У XV ст. родина Перені передає фортецю ченцям-францисканцям, які перетворюють її в монастир. Під час релігійних воєн у 1566 р. загін королівський військ Австрійської імперії під командуванням генерала Текелеші штурмом оволодів фортецею і зруйнував її.

## Вишківський замок
В письмових джерелах замок уперше згадується у період з 1274 - 1281 р., коли на горі неподалік від Вишково феодали Міко та Чепа з роду Гонтпазмань будують замок. З одного боку цей форпост мав захищати приватні феодальні володіння (на кін. 13 — поч. 14 століть припадає пік міжусобиць угорських феодалів), з іншого боку у нього було важливіше завдання загальнодержавного значення — замок захищав соляні копальні Мармароша і контролював перевезення солі по Тисі. Перша згадка про нього стосується 1299 року, коли Ендре ІІІ повернув братам Гонтпазмань і залишив за ними право володіння, а в 1300 році Ендре ІІІ забрав замок і обміняв його на три села. З першої половини XIV ст. уже не згадується.

## Квасівський замок
Феодальний замок XII—XIII ст. Побудований у романському стилі, стояв на торговельному шляху з Мармароша в Задунав'я, та контролював сухопутний соляний шлях і вихід із Боржавської долини. Розташований в селі Квасово Берегівського району Закарпатської області, на скелі, висота якої з боку річки Боржави сягає 15 м. З заходу обмежений глибоким ровом. Пам'ятка містобудування та архітектури України національного значення, він також є раннім зразком кам'яного середньовічного оборонного мистецтва Європи. 

## Замок Нялаб (Королівський замок)
В 1279 році вперше згадується Королевський замок Нелаб (неточний переклад з інших мов - Ньолаб (Нялаб)), який був літньою резиденцією угорських королів. У 1405 р. замок був переданий роду баронів Перені. Після антигабсбурзької змови, в якій брала участь родина Перені, за наказом імператора Леопольда І замок було зруйновано.

## Замок Паланок

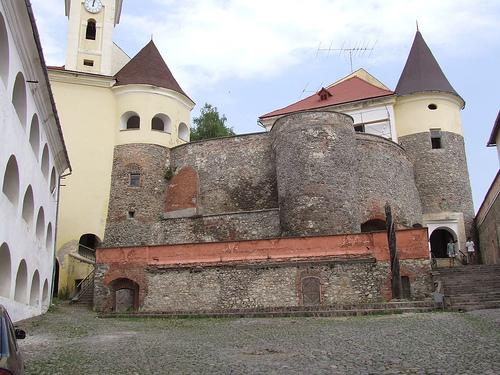

Перші відомості про кам'яний замок відносяться до ХІ ст., коли король Угорщини Ласло І Святий дає вказівку укріпити фортецю кам'яними стінами від набігів кочівників. У 1321 р. король Карл Роберт запросив майстрів з Італії для розбудови фортеці. У 1396 р. право на володіння замком дістав родич короля Жигмунда І, князь подільський Федір Корятович. Пізніше за наказом Ласло ІІ фортеця перейшла до угорської корони, право володіння нею діставав старший у королівському роді. Під час визвольної війни угорського народу 1703—1711 рр. фортеця була взята військами Ференца ІІ Ракоці і стала на час повстання його резиденцією.  

## Невицький замок

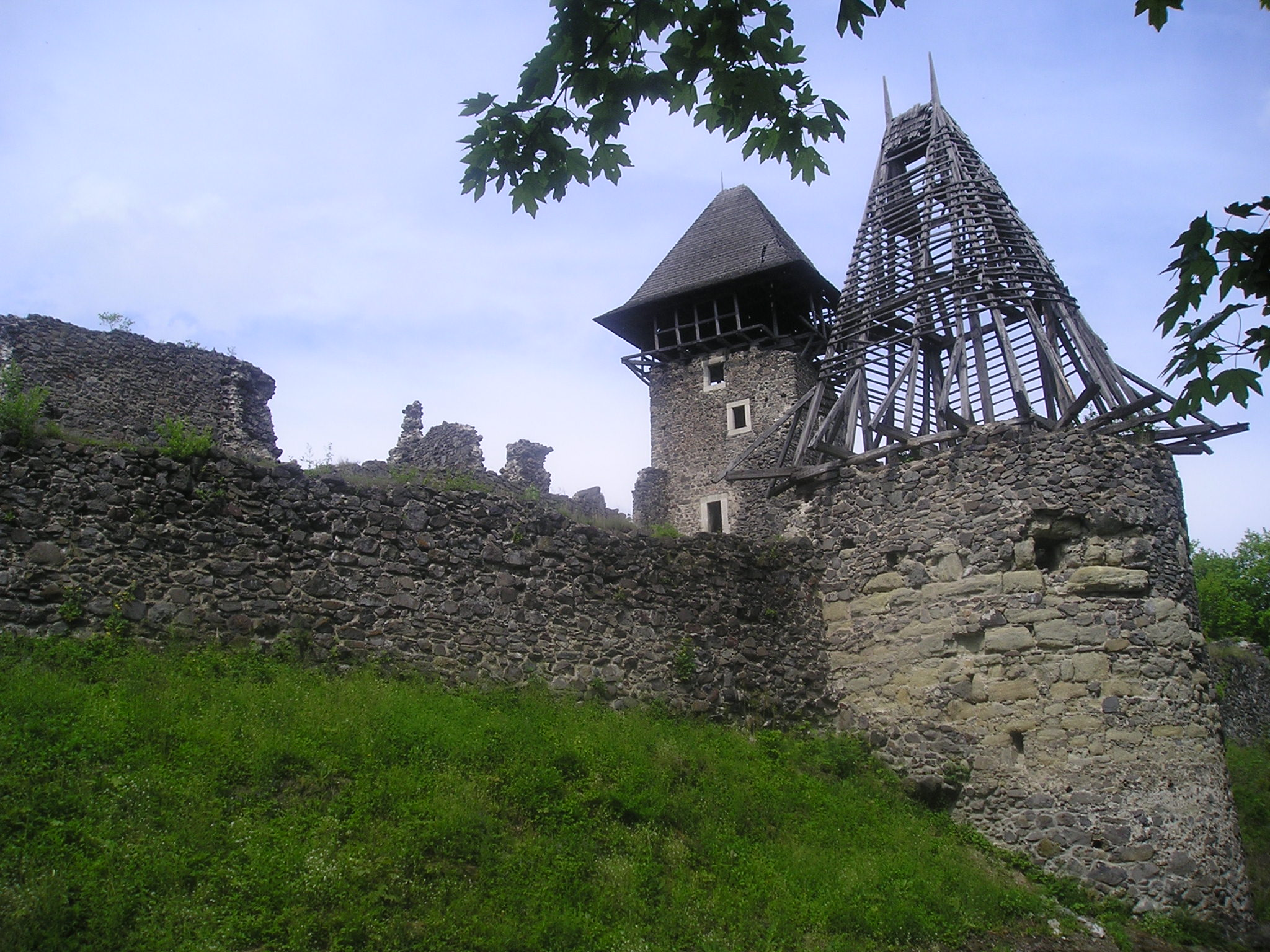

Вперше згадується на початку XIV ст., як опорна база місцевої феодальної фронди проти королівської влади Карла Роберта Анжу. У XIV ст. замок переходить до володінь роду графів Другетів, які будують на місці дерев'яного замку кам'яний. У 1644 р. під час релігійних воєн трансільванський князь Дьордь ІІ Ракоці зруйнував замок.

## Середнянський замок

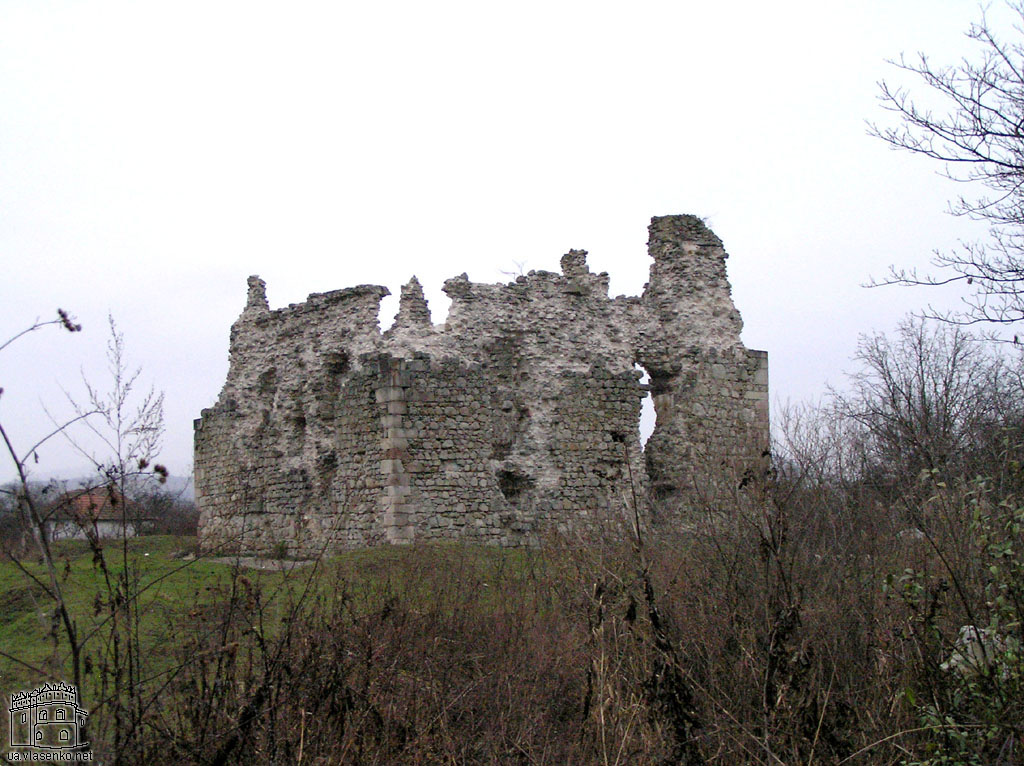

— замок, розташований в селищі міського типу Середнє Ужгородського району Закарпатської області.
Середнянський замок утворює одна чотирикутна башта-донжон (18,6 х 16,5 м), висота якої сягає 20 м, а товщина стін — 2,6 м. Це єдиний замок Закарпаття, у якому в незакінченому виді збереглись риси романського стилю.

## Ужгородський замок

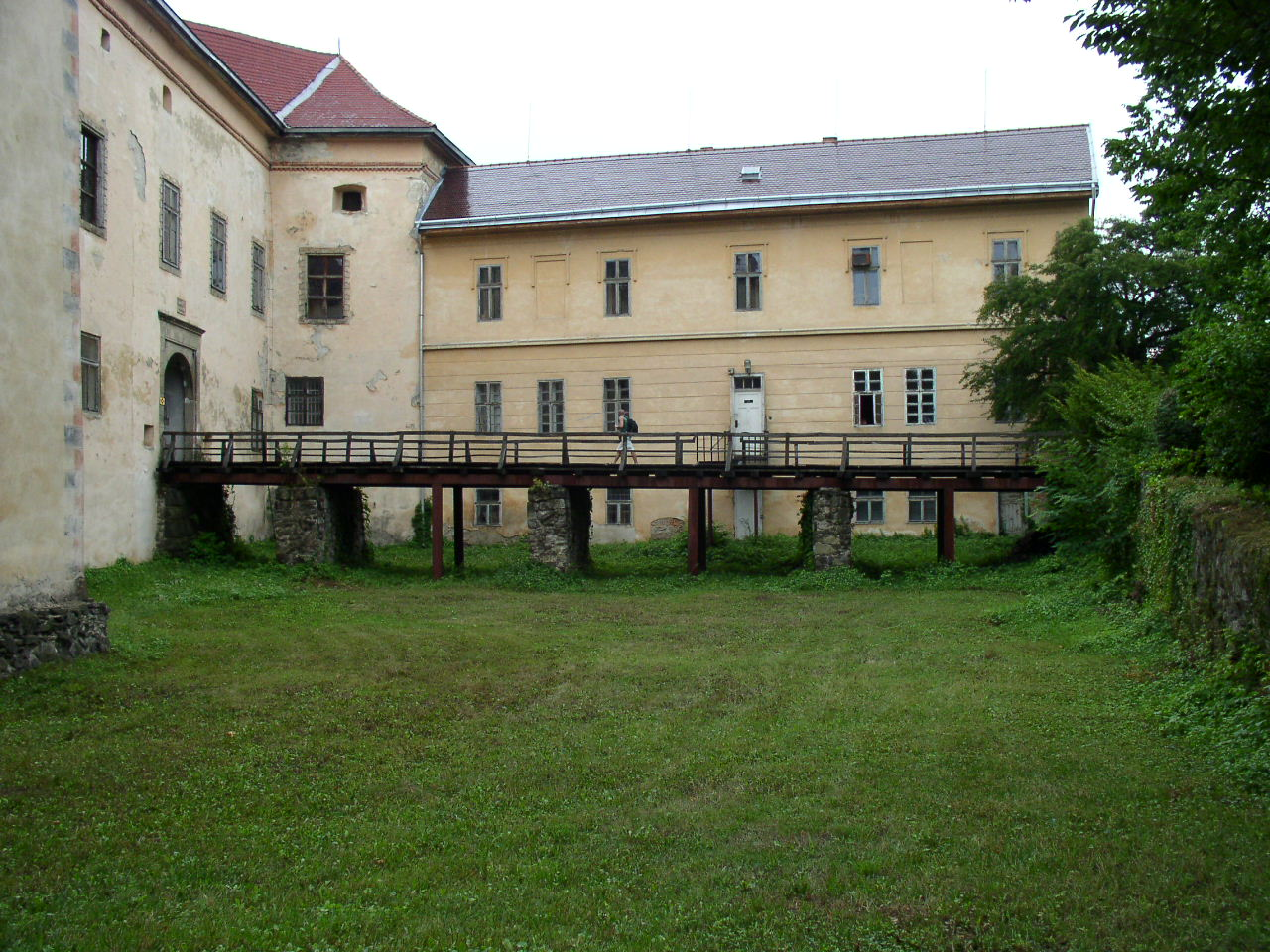
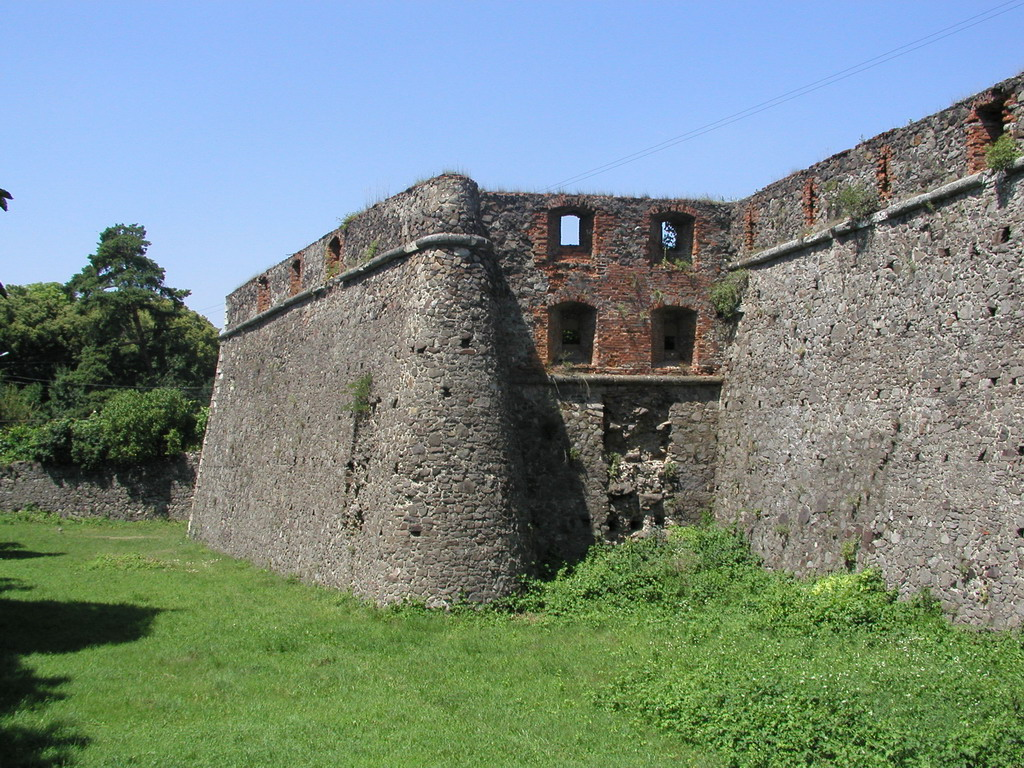

— фортифікаційна споруда в Ужгороді (Закарпатська область, Україна). Розташований поруч із центром міста, на вулиці Капітульній. Нині використовується як краєзнавчий музей.

## Хустський замок

Замок був побудований як угорська королівська фортеця для захисту соляного шляху з Солотвина, зокрема Хустських воріт, і прикордонних районів. Його будівництво почалося в 1090 році та було закінчено за короля Бели ІІІ у 1191 році.

## Чинадієвський замок

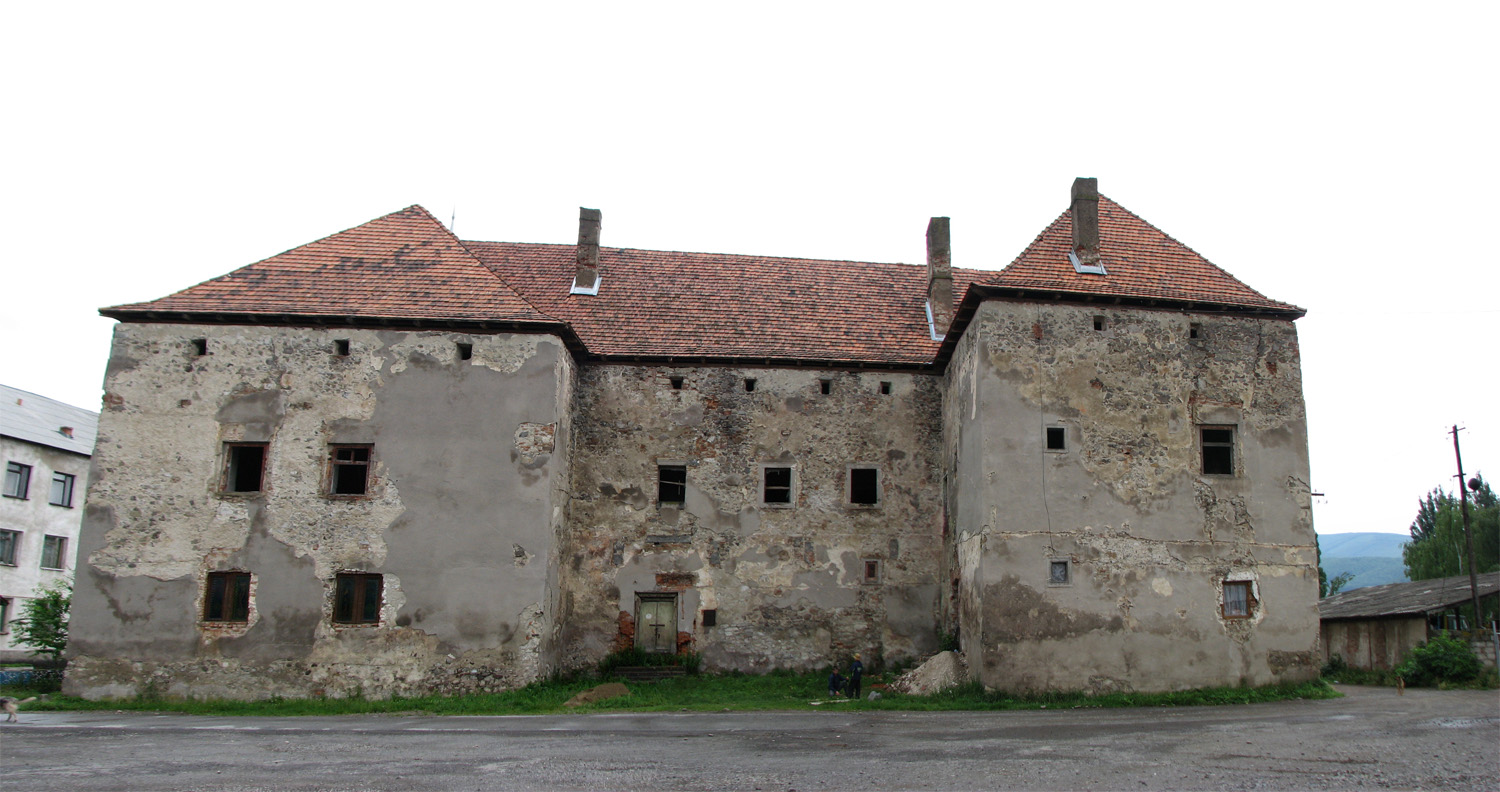

Збудований у XV ст. бароном Перені. Замок був центром Чинадіївської домінії, пам'ятка архітектури XIV—XIX століть. Розташований у смт Чинадійово, що поблизу міста Мукачево Закарпатської області. Замку надано №1185 (183/0) Державного реєстру національного культурного надбання.

## Відомі постаті
- графи Другети.
- Ілона Зріні — єдина жінка, яка отримала грамоту-атнаме
- Софія Баторі.

## Виноски
1. ↑  Замки Закарпаття. Архів оригіналу за 21 жовтня 2009. Процитовано 18 квітня 2010.
2. ↑  Туризм. Історичні атракції Закарпаття та культура краю [Архівовано 26 серпня 2012 у Wayback Machine.] Сайт Закарпатської ОДА